# Federación Santotomense de Fútbol
La Federación Santotomense de Fútbol (en portugués: Federação Santomense de Futebol; abreviado FSF) es el organismo rector del fútbol en Santo Tomé y Príncipe, con sede en Santo Tomé. Fue fundada en 1975, desde 1986 es miembro de la FIFA y desde 1976 de la CAF. Organiza el campeonato de Liga y de Copa, así como los partidos de la selección nacional en sus distintas categorías.